# 藤岡千尋
藤岡 千尋（ふじおか ちひろ、1959年10月24日 - ）は、日本のゲームクリエイター。アルファドリーム取締役開発部長。元スクウェア大阪開発部長。

## 略歴
1983年にクリスタルソフトに入社。資材管理を経て開発職へ。 プログラム やプロデュースだけに留まらずサウンドを担当するなど、多彩な才能を見せる。数少ないPC-6001オリジナルタイトルであるリザードでは、サイドビューによるアクション戦闘を採用し、テイルズ オブ シリーズなどに繋がるシステムの基礎を作り上げた。
1990年、クリスタルソフトがT&E SOFTに吸収されるのを期に、井手康二、笹井隆司ら他のスタッフとスクウェアへ移籍。そのまま大阪開発部の部長を務める事になる。1994年に東京本社へ異動した際に任天堂との共同開発であるスーパーマリオRPGのディレクターを担当。これが後に、アルファドリームにおける任天堂との共同開発のきっかけとなる。
1996年デジキューブに移籍し、コンビニエンスストア販売のソフトを制作した後独立。1998年にヘッズアンドシェルを設立する。同社は2006年時点で存在していたようだ。
2000年、他の元スクウェアスタッフと共にアルファドリームに移籍し業態転換。任天堂の下請けとして開発指揮を担当していた。
かつては音楽活動も行っており、ミスターシリウスというバンドでドラムを担当していた事も。その関係からファイナルファンタジーXでは同バンドのメンバーである釜木茂一と共にOtherworldに参加。古巣スクウェアの作品で再びスティックを握る事となった。（その際、田辺千尋という名でクレジットされているが、その理由は不明である）
2009年時点で本業のソフト開発の傍ら、パーカッショニストとして様々なバンドに参加していた。

## 作品
- アースバウンド
- リザード
- ソフトハウス殺人事件
- ボルフェスと5人の悪魔：サウンド
- BURAI：サウンド
- 夢幻の心臓III：サウンド
- 時空の覇者 Sa・Ga3：プロデュース・サウンド
- ファイナルファンタジーUSA ミスティッククエスト：原作
- スーパーマリオRPG：ディレクション
  - マリオ&ルイージRPG2：フィールドデザイン
  - マリオ&ルイージRPG3!!!：フィールドデザイン
  - マリオ&ルイージRPG4 ドリームアドベンチャー：メニューデザイン
  - マリオ&ルイージRPG ペーパーマリオMIX：ワールドデザイン
- 牌神：プロデュース
  - 牌神2：プロデュース
- パワーステークス：プロデュース
  - パワーステークスGrade1：プロデュース
  - パワーステークス2：プロデュース
- UFO -A day in the life-
- コトバトル 天外の守人：ディレクション
- トマトアドベンチャー：ディレクション（前川嘉彦と共同）
- とっとこハム太郎4 〜にじいろ大行進でちゅ〜：ディレクション
  - とっとこハム太郎 〜ハムハムスポーツ〜：ディレクション
- 新次元ゲイム ネプテューヌVII：サウンド